# 和田高志
和田高志（わだたかし、別名「WACCI」（わっち）、1982年8月23日 - ）は、農家であり、実業家である。
神奈川県伊勢原市出身。

## 人物
農家としては、神奈川県伊勢原市の和田ファーム代表であり、フジテレビの『おバカな大人マジリスペクト! 人生のパイセンTV』（おバカなおとなマジリスペクト! じんせいのパイセンティーヴィー）で「チャラ過ぎる農家ぱいせん、わっち」として密着取材を受けている。
実業家としては、湘南江ノ島での海の家経営や、和田ファームの経営（並行してShonan米Lifeという事業の代表でもある）を精力的に展開している。
格闘家として経歴もあり、THE OUTSIDER、AbemaTVの「亀田大毅に勝ったらお年玉1000万円」等への出場実績がある。
「亀田大毅に勝ったらお年玉1000万円」出場時に、「I Can Fly! ケンカ無敗の「神パンチ」を持つクレイジーゴッド」と紹介されたことにより、別名の「神」が浸透する。
また、モデルとしての経歴もあり、SOUL JAPANを始めとしたファッション誌での活動実績がある。

## 来歴
1982年8月23日　神奈川県伊勢原市に生まれる。
中学時代は、スポーツ少年で町田市のJリーガーを多数輩出している名門サッカークラブチームである町田JFCに所属していた。中学卒業後、神奈川県立秦野南が丘高等学校に入学（後に退学）した後、暴走族に加入し非行行為を繰り返す。
20代は、東京デザイナー学院に通う傍らで、海の家に携わる。この事が、実業家を目指すきっかけとなる。
30代になり、家業の和田ファームを継承することを決意し、農家と共に実業家の道を歩み始める。

## メディア出演
テレビ
- おバカな大人マジリスペクト! 人生のパイセンTV（フジテレビ）
  - おバカな大人マジリスペクト! 人生のパイセンTV
- 亀田大毅に勝ったらお年玉1000万円（AbemaTV）
  - AbemaTIMES
  - サンスポ
- 亀田家大復活の日 3年ぶり世界戦独占生中継（AbemaTV）

雑誌
- SOUL JAPAN
  - souljapn.jp：漢たちのSNAP ～プライベートファッション～第二回「和田 高志」
  - souljapn.jp：アウトサイダーレポート①　会場スナップ編
- Rings
  - 「THE OUTSIDER 第35戦」新人選手インタビュー 第16弾